# Škoda Scala
Škoda Scala je automobil nižší střední třídy; nástupce Škody Rapid vychází z designové studie Vision RS automobilky Škoda Auto. Svými rozměry vyplňuje mezeru v nabídce automobilky mezi Fabií a Octavií. Vůz má konkurovat modelům VW Golf, Ford Focus, nebo Opel Astra. Vývoj trval čtyři roky, vyrábí se v Mladé Boleslavi; oficiální premiéra vozu proběhla 6. prosince 2018 v izraelském Tel Avivu. Konfigurátor startoval v lednu 2019, prodej začal v dubnu.

## Jméno

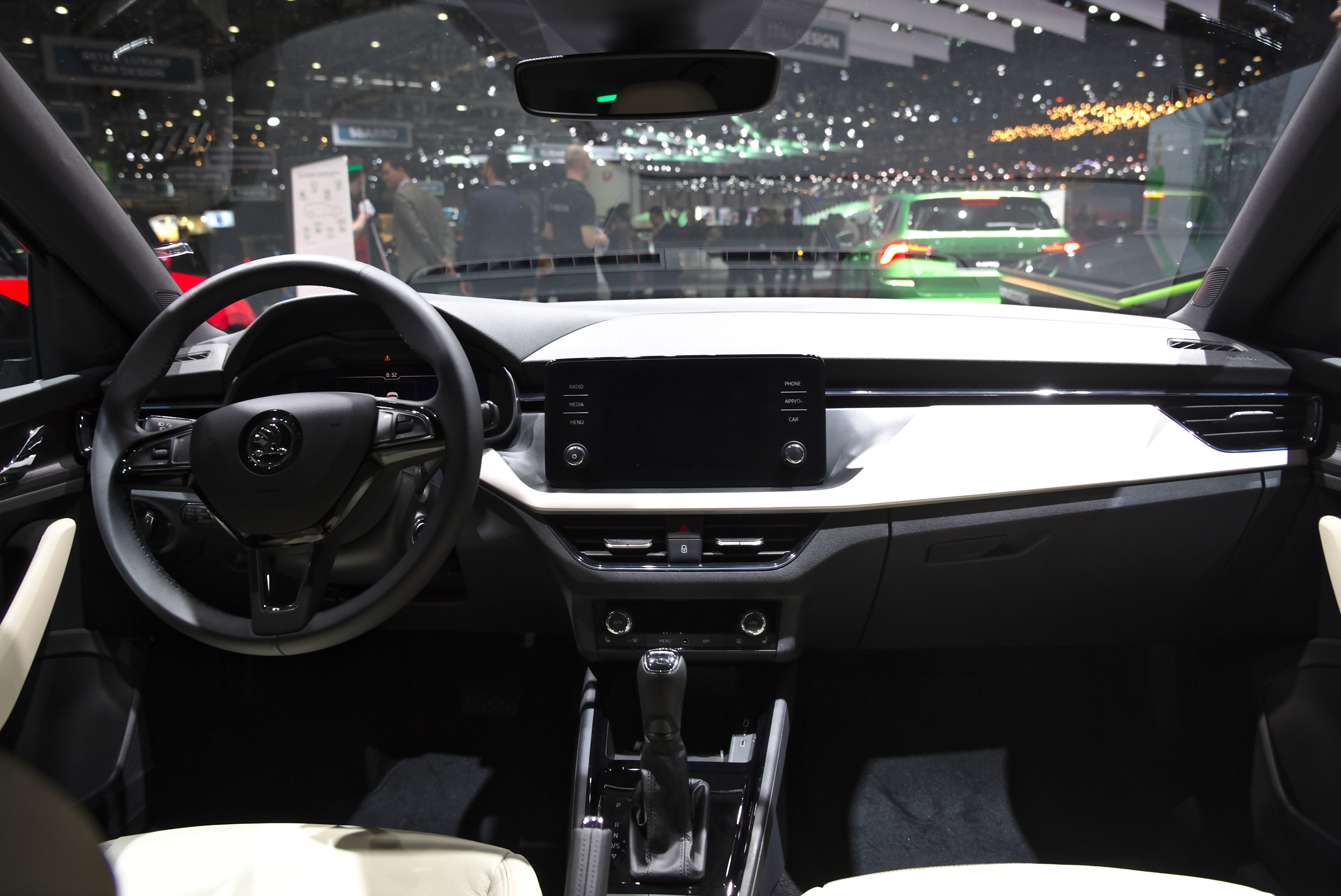
Interiér vozu

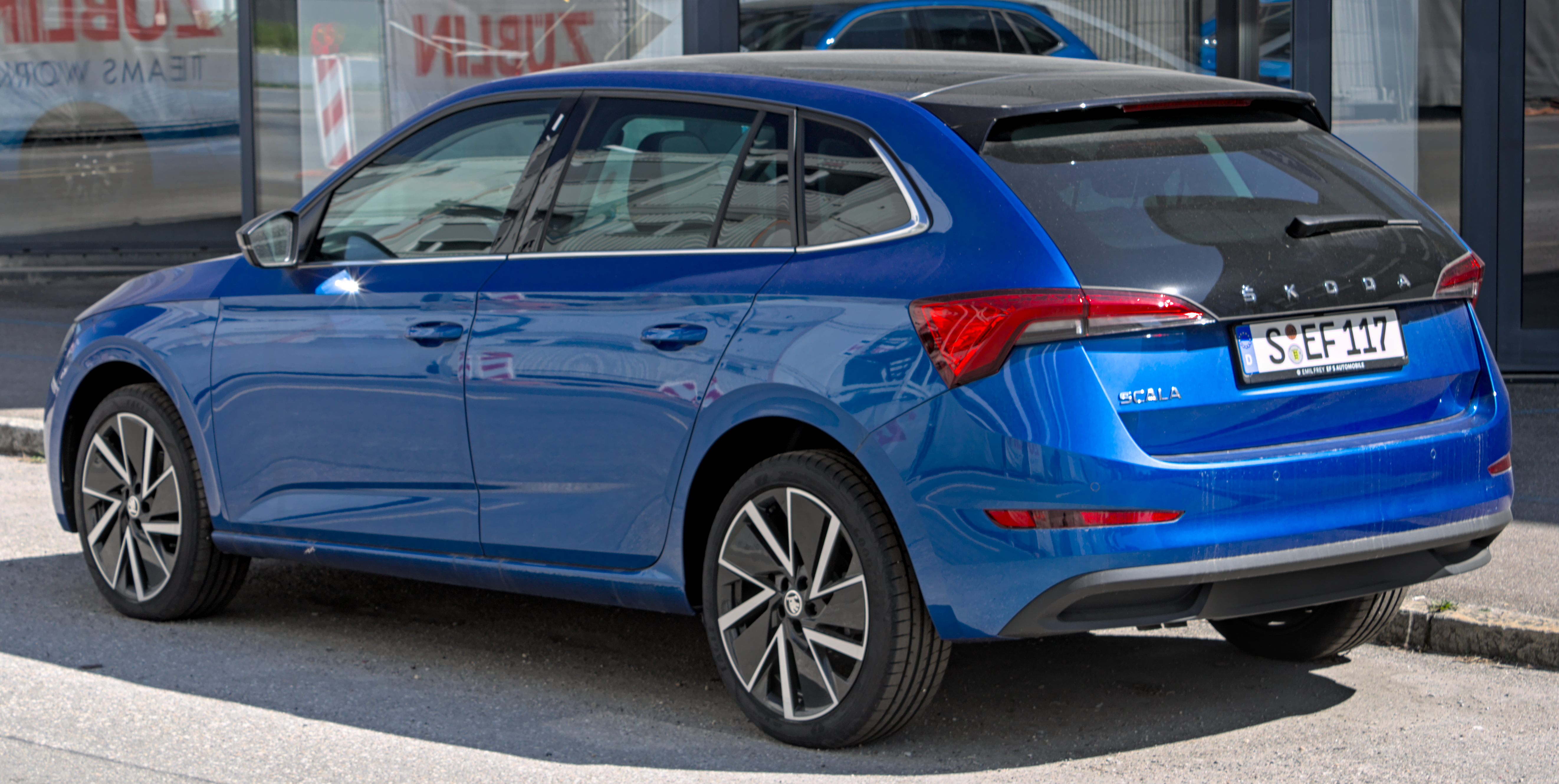
Škoda Scala zezadu

Dříve se spekulovalo o jméně Felicia, Garde, Spaceback nebo Popular, jméno Scala ([skaː.la]IPA) však bylo oznámeno 15. října 2018. Termín scala znamená v latině „schody“ nebo „žebřík“; dle automobilky označuje velký krok vpřed v segmentu kompaktních automobilů. Toto jméno se již několikrát v minulosti objevilo, supermini Renault Scala se prodával v letech 2012–2017 a Zastava Skala (nižší střední třída) v letech 1971–2008.

## Výbava
Auto je postaveno na platformě MQB A0 (stejně jako Škoda Fabia či VW Polo) a je o něco širší a delší než jeho předchůdce Škoda Rapid spaceback. Jde o první vůz Škoda s konstantním připojením k internetu, dále má 10,2’’ digitální přístrojový štít, 9,2’’ středovou obrazovku, 15’’ až 18’’ kola, asistenty sledování slepého úhlu (až 70 metrů), udržování v jízdním pruhu a parkování, Crew Protect Assist, Rear Traffic Alert a adaptivní tempomat.
Automobilka vůz nabízí ve dvou výbavových variantách, Ambition a Style. První z nich začíná na cenovce 369 900 korun a je v základu vybavena motorem 1.0 TSI 70 kW, vyšší výbavový stupeň Style vyjde s motorem 1.0 TSI 85 kW na 449 900 korun.

## Motory
K dispozici jsou tři turbo-benzínové motory 1,0–1,5 l (70–110 kW) a jeden turbo-diesel 1,6 TDI (85 kW). Ve čtvrtém čtvrtletí roku 2019 přibyla také verze na CNG.
| Označení  | Válců/ vent. | Výkon          | Točivý moment | Převodovka | Spotřeba l/100 km | Max. rychlost | Zrychlení 0–100 km/h | CO2 g/km       | Kód motoru     | Poznámka                                |
| --------- | ------------ | -------------- | ------------- | ---------- | ----------------- | ------------- | -------------------- | -------------- | -------------- | --------------------------------------- |
| 1.0 TSI   | 3/4          | 70 kW (95 k)   | 175 Nm        | 5°M        | 5,0               | 188 km/h      | 10,9 s               | 106* 119–135** | DKLA DLAC      | od 11/2019                              |
| 1.0 TSI   | 3/4          | 85 kW (115 k)  | 200 Nm        | 6°M/7°DSG  | 5,0               | 201 km/h      | 9,8 s                | 113*           | DKJA DKRF DXUA |                                         |
| 1.0 TSI   | 3/4          | 81 kW (110 k)  | 200 Nm        | 6°M/7°DSG  | 4,7               | 202/201 km/h  | 10,1/10,0 s          | 106* 119–146** | DLAA           | Pro Euro6 AP od 8/2020 náhrada za 85 kW |
| 1,5 TSI   | 4/4          | 110 kW (150 k) | 250 Nm        | 6°M/7°DSG  | 5,0               | 219 km/h      | 8,2 s                | 124–149**      | DADA DPCA      |                                         |
| 1,6 TDI   | 4/4          | 85 kW (115 k)  | 250 Nm        | 6°M/7°DSG  | 4,1               | 201 km/h      | 10,1 s               | 108*           | DGTA           |                                         |
| 1.0 G-Tec | 3/4          | 66 kW (90 k)   | 145 Nm        | 6°M        | 3,3–3,5 kg CNG    |               |                      |                |                |                                         |
| 1.0 TGI   | 3/4          | 66 kW (90 k)   | 160 Nm        | 6°M        | 3,3–3,5 kg CNG    | 182 km/h      | 12,4 s               | 92*            |                | od MR 2020                              |

*NEFZ **WLTP

## Ocenění
Automobil získal pro rok 2019 prestižní ocenění Red Dot. Škoda Scala v předním německém automobilovém časopise Auto Bild porazila své soupeře Mazda3, Ford Focus a dokonce VW Golf.